# (29325) 1994 PN39
A (29325) 1994 PN39 a Naprendszer kisbolygóövében található aszteroida. Eric Walter Elst fedezte fel 1994. augusztus 10-én.